# Маяк (Кочковский район)
Маяк — посёлок в Кочковском районе Новосибирской области России. Входит в состав Новоцелинного сельсовета. 

## География
Площадь посёлка — 19 гектаров.

## Население
| 2002 | 2007 | 2010 |
| ---- | ---- | ---- |
| 85   | ↗87  | ↘56  |

## Инфраструктура
В посёлке по данным на 2007 год отсутствует социальная инфраструктура.